# El Rosario, Comayagua
El Rosario är en ort i Honduras.   Den ligger i departementet Departamento de Comayagua, i den västra delen av landet, 100 km nordväst om huvudstaden Tegucigalpa. El Rosario ligger 460 meter över havet och antalet invånare är 2 575.
Terrängen runt El Rosario är huvudsakligen kuperad, men västerut är den bergig. Runt El Rosario är det ganska tätbefolkat, med 54 invånare per kvadratkilometer. Närmaste större samhälle är La Libertad, 17,0 km öster om El Rosario.  